# كينتا مياواكي
كينتا مياواكي (باليابانية: 宮脇 健太) (مواليد 4 يناير 2001) هو لاعب كرة قدم ياباني.

## وصلات خارجية
- كينتا مياواكي على موقع رابطة كرة القدم اليابانية للمحترفين (اليابانية)
- كينتا مياواكي على موقع قاعدة بيانات كرة القدم.إي يو (الإنجليزية)
- كينتا مياواكي على موقع Soccerway.com (الإنجليزية)
- كينتا مياواكي على موقع عالم كرة القدم.نت (الإنجليزية)